# Meister der Einhornjagd

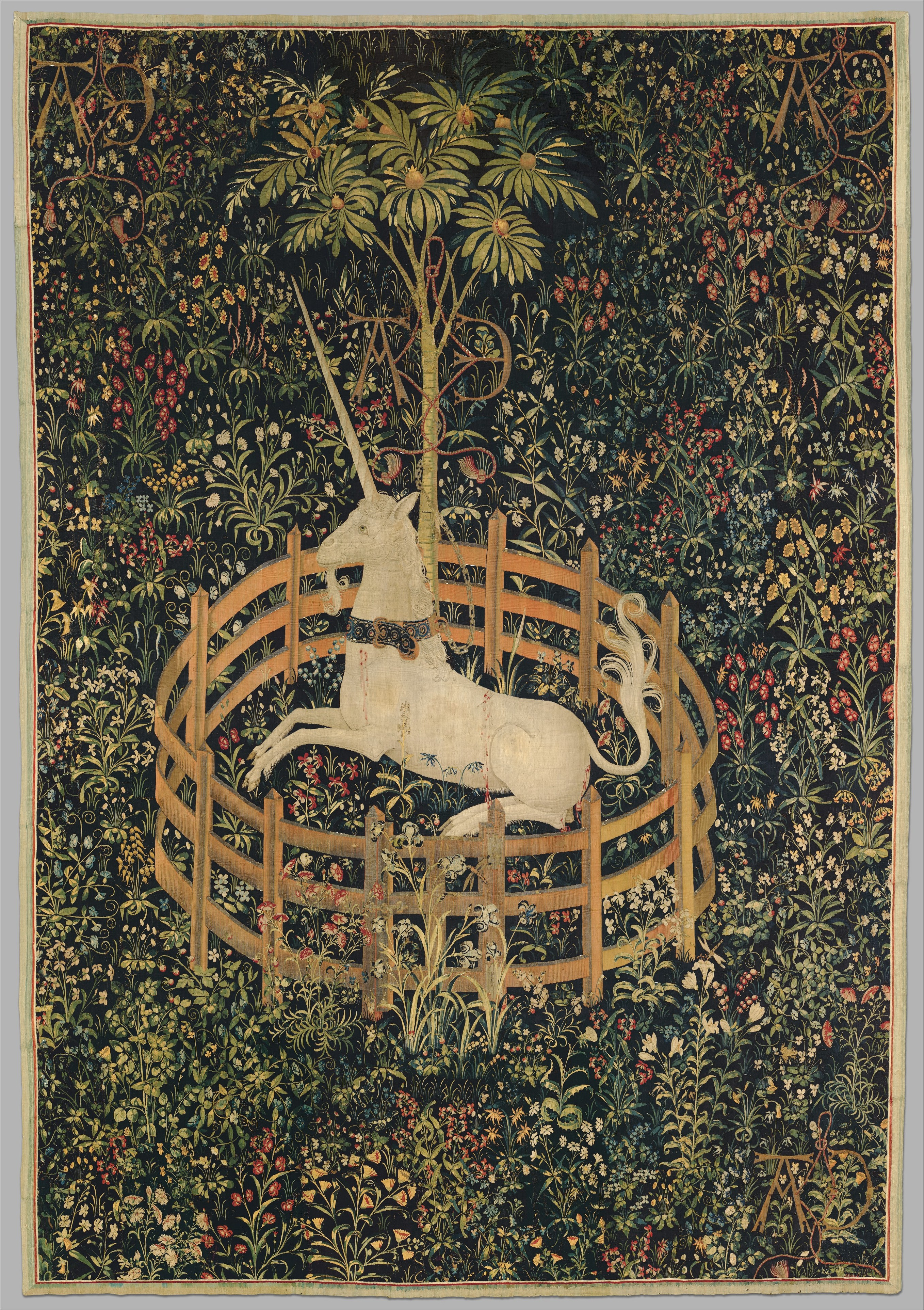
Das Einhorn in Gefangenschaft, um 1500

Als Meister der Einhornjagd (französisch Maître de la Chasse à la Licorne) oder Meister der New Yorker Einhornjagd wird ein Künstler des ausgehenden 15. Jahrhunderts benannt.
Der namentlich nicht bekannte Künstler hat um 1500 die sieben Wandteppiche mit der Darstellung einer Jagd auf das Einhorn in einer idealisierten Landschaft entworfen, die sich heute im Museum The Cloisters, einer Zweigstelle des Metropolitan Museum of Art in New York, befinden.
Die Kettfäden aller Tapisserien bestehen aus Wolle, während quer dazu teilvergoldete Schussfäden aus Wolle, Seide und Silber gesetzt sind. Zur Färbung der Textilfäden wurden unter anderem Färber-Wau, Färberkrapp und Färberwaid verwendet.

## Herstellungs- und Besitzgeschichte der New Yorker Teppiche
Die prachtvoll ausgestatteten Wandteppiche der Einhornjagd sind wahrscheinlich brabantischer Herkunft und wurden wohl im damaligen Zentrum der Produktion von Tapisserien um 1500, im südniederländischen Brüssel, hergestellt; sie gehen vermutlich auf nordfranzösische Entwürfe zurück. Diese Entstehungsumstände – Brüsseler Produktion nach Pariser Entwürfen – teilen sich die New Yorker Wandteppiche mit den sechs Tapisserien der Dame bei einem Einhorn, die ebenfalls um 1500 entstanden und heute im Musée de Cluny in Paris (311–377 × 290–473 cm, Inv. Nr. Cl. 10831–10836) ausgestellt sind.
Zuerst sind sie 1680 im Besitz des Duc François VI de La Rochefoucauld verzeichnet. Es wird vermutet, dass sie auf einen Ankauf vor 1516 durch Comte François I de La Rochefoucauld zurückgehen. Danach erscheinen die Teppiche in einer Liste von Schloss La Rochefoucauld (Château de Verteuil) in Verteuil aus dem Jahr 1728. Seit 1937 sind die nach der Französischen Revolution um 1850 wiederentdeckten Teppiche als Schenkung von John D. Rockefeller im New Yorker Museum The Cloisters; in Rockefellers Besitz waren die Teppiche erst 1923 über Edouard Lacarde gelangt.

## Szenen der sieben Einhorn-Teppiche

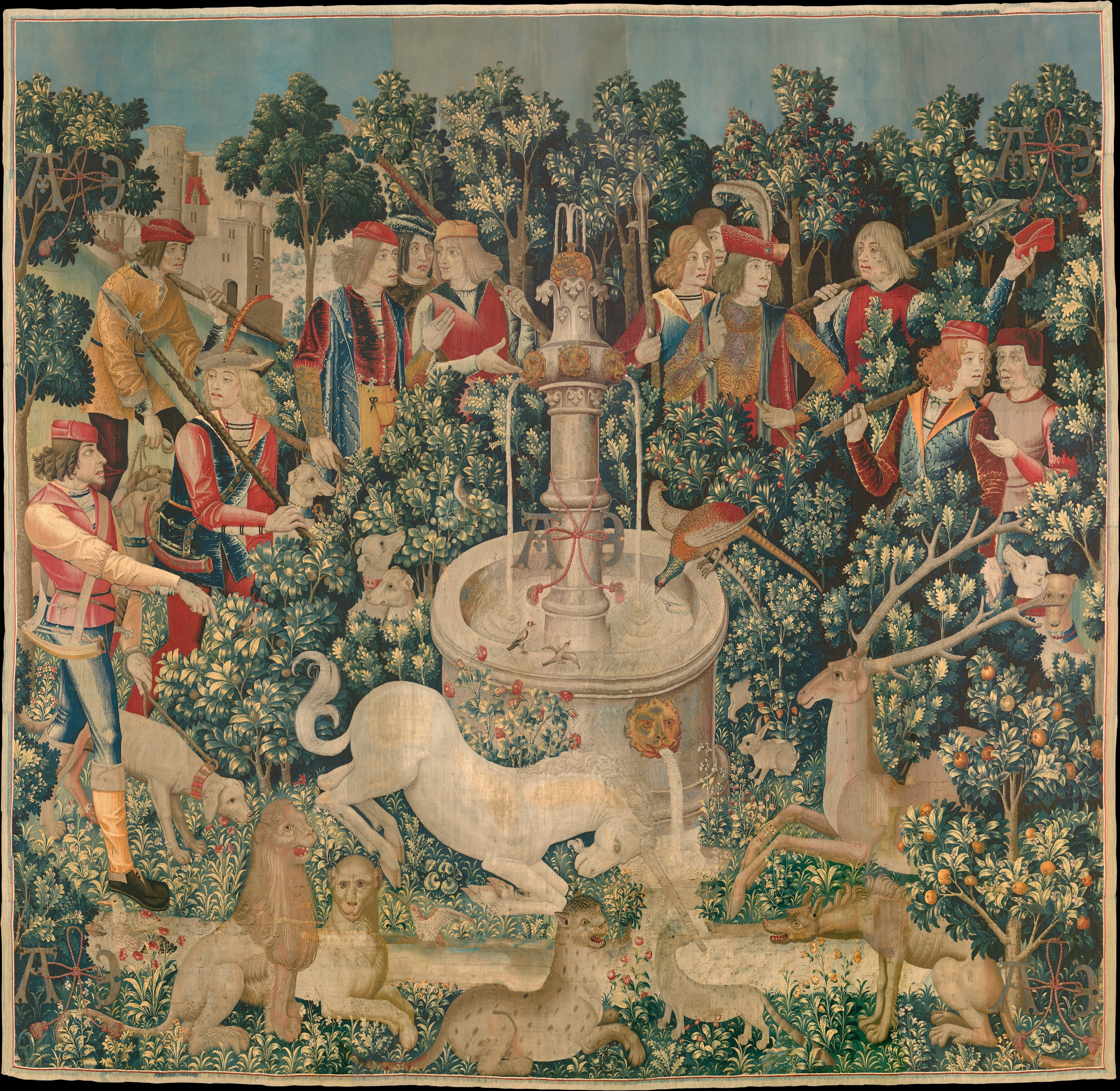
Das Einhorn am Brunnen, um 1500

Die Teppichfolge der Einhornjagd stellt eine an die mittelalterliche Hirschjagd erinnernde, sowohl religiös (etwa mit christologischen Symbolen wie dem Einhorn als Christus) als auch weltlich deutbare Szenenfolge mit über hundert Pflanzenarten und verschiedenen Tieren (etwa das durch Weinrautengenuss vor Gift geschützte Hermelin) dar:
- Jagdbeginn (368,3 × 315 cm, Inv. Nr. 37.80.1)
- Einhorn am Brunnen (368, 3 × 378,5 cm, Inv. Nr. 37.80.2)
- Das Einhorn springt über einen Bach (368,3 × 426,7 cm, Inv. Nr. 37.80.3)
- Das Einhorn verteidigt sich (368,3 × 401,3 cm, Inv. Nr. 37.80.4)
- Das von der Jungfrau gefangene Einhorn (in zwei Fragmenten erhalten, Gesamtgröße: 168,9 × 64,8 cm, Inv. Nr. 38.52.1)
- Tötung des Einhorns und Transport zur Burg (368,3 × 388,6 cm, Inv. Nr. 37.80.5)
- alternative Szene: Gefangenschaft des Einhorns (368 × 251,5 cm, Inv. Nr. 37.80.6).

## Weitere Werke
In der Kunstgeschichte wird vorgeschlagen, dem Meister der Einhornjagd durch Stilvergleich noch weitere Entwürfe und auch Buchillustrationen zuzuordnen; auch wird vorgeschlagen, ihn mit dem Meister der Apokalypsenrose gleichzusetzen, einem Buch- und Glasmaler, der Glasfenster in Paris entworfen und geschaffen hat. Solche Vermutungen bleiben wegen des Mangels an genauen erhaltenen Dokumenten zu Werken allerdings spekulativ. Jedoch beleuchten sie den regen Austausch von neuen Ideen und Techniken in den nordfranzösischen Künstlerwerkstätten des späten Mittelalters.
Es wurden ihm die Buchmalereien dreier Stundenbücher der Anne de Bretagne (Paris, Bibliothèque nationale de France nouv. acq. lat. 3120) zugeschrieben.

## Stilistische Einflüsse
Eventuell war der Meister der Einhornjagd ein Schüler des Meisters von Coëtivy.
In den Motiven und den kompositionellen Anlagen sind Einflüsse der burgundischen Tapisserien, wie etwa den Devonshire Hunting Tapestries (2. Viertel des 15. Jahrhunderts, heute Victoria and Albert Museum in London, Inv. Nr. T.202–1957 bis T.205–1957), vorangegangener Generationen sichtbar.